# Rotella
Rotella es una localidad y comune italiana de la provincia de Ascoli Piceno, región de las Marcas, con 965 habitantes.

## Evolución demográfica
| Gráfica de evolución demográfica de Rotella entre 1861 y 2001 |
|                                                               |
| Fuente ISTAT - elaboración gráfica de Wikipedia               |